# Конрадсројт
Конрадсројт (њем. Konradsreuth) општина је у њемачкој савезној држави Баварска. Једно је од 27 општинских средишта округа Хоф. Према процјени из 2010. у општини је живјело 3.467 становника. Посједује регионалну шифру (AGS) 9475142.

## Географски и демографски подаци
Конрадсројт се налази у савезној држави Баварска у округу Хоф. Општина се налази на надморској висини од 552 метра. Површина општине износи 43,3 km². У самом мјесту је, према процјени из 2010. године, живјело 3.467 становника. Просјечна густина становништва износи 80 становника/km².